# Lamyctes transversus
Lamyctes transversus är en mångfotingart som beskrevs av Chamberlin 1962. Lamyctes transversus ingår i släktet Lamyctes och familjen fåögonkrypare. Inga underarter finns listade i Catalogue of Life.